# Bilice (Chorwacja)
Bilice – wieś w Chorwacji, w żupanii pożedzko-slawońskiej, w mieście Pleternica. W 2011 roku liczyła 188 mieszkańców.